# ناهاری، کوچی
ناهاری، کوچی (به لاتین: Nahari, Kōchi) یک منطقهٔ مسکونی در ژاپن است که در استان کوچی واقع شده‌است. ناهاری  ۳٬۹۰۳ نفر جمعیت دارد.